# Jardins, vol. 3
Pour les articles homonymes, voir Jardin (homonymie).
Albums de Nicole Rieu
Jours de fête Et la vie coulait
Jardins, Vol. 3 est le 19e album studio de Nicole Rieu. L'album, enregistré en 2018, est sorti en novembre 2018 chez Productions Miracos (JAR-3).

## Liste des titres
Les douze pistes de cet album sont :
| No  | Titre                        | Paroles     | Musique     | Durée |
| --- | ---------------------------- | ----------- | ----------- | ----- |
| 1.  | Au fil de l'eau              | Nicole Rieu | Nicole Rieu | 3 :51 |
| 2.  | D'histoire en histoires      | Nicole Rieu | Nicole Rieu | 3 :20 |
| 3.  | La forêt magique             | Nicole Rieu | Nicole Rieu | 3 :38 |
| 4.  | Et le paysan créa la prairie | Nicole Rieu | Nicole Rieu | 3 :14 |
| 5.  | De feu et de vent            | Nicole Rieu | Nicole Rieu | 3 :18 |
| 6.  | Du magma à la pierre         | Nicole Rieu | Nicole Rieu | 3 :36 |
| 7.  | Fleurilège                   | Nicole Rieu | Nicole Rieu | 3 :41 |
| 8.  | La voie verte                | Nicole Rieu | Nicole Rieu | 3 :04 |
| 9.  | Claire et François           | Nicole Rieu | Nicole Rieu | 2 :47 |
| 10. | Jacaranda                    | Nicole Rieu | Nicole Rieu | 2 :41 |
| 11. | La paix sur la Terre         | Nicole Rieu | Nicole Rieu | 3 :04 |
| 12. | Quand je chante              | Nicole Rieu | Nicole Rieu | 3 :14 |

## Autres informations
- Mixages, mastering, prises de son, basses : Julien Rieu de Pey
- Production : Productions Miracos, avec l'aide de Coline "Les Amis de Nicole Rieu"
- Musicienne : Nicole Rieu, guitares, voix et arrangements
- Chœurs : Nicole Rieu
- Photos : Sophie Chausse
- Conception de la pochette : Sophie Chausse